# Leessang
LeeSsang (kor. 리쌍) ist ein Hip-Hop-Duo aus Südkorea.

## Geschichte
Das Duo besteht aus Kang Hee-gun (Gary) und Gil Seong-joon (Gil), die sich 1998 durch ihre Beteiligung an der Hip-Hop-Gruppe X-Teen kennenlernten und danach gemeinsam bei der 1998 gegründeten, anfangs achtköpfigen Hip-Hop-Gruppe Honey Family tätig waren. Diese Gruppe wurde von Lee Ju-no kreiert, einem ehemaligen Mitglied von Seo Taiji and Boys. Als sie die Honey Family verließen, gründeten sie 2002 das Duo LeeSsang. Bisher nahmen sie acht Studioalben und ein Kompilationsalbum auf. Ihre Single Nunmul (눈물) war 2013 ein Nummer-eins-Hit.

## Diskografie
Studioalben
- 2002: LeeSsang of Honey Family
- 2003: Jae, Gyebal (재,계발 / 再,啓發)
- 2004: LeeSsang, Special Jungin (Kompilation)
- 2005: Library of Soul
- 2007: Black Sun
- 2009: Baekahjeolhyun (백아절현 / 伯牙絶鉉)
- 2009: Hexagonal
- 2011: AsuRa BalBalTa
- 2012: Unplugged